# バンスカー・シュチャヴニツァ
座標: 北緯48度27分29秒 東経18度53分47秒 / 北緯48.45806度 東経18.89639度
バンスカー・シュチャヴニツァ（バンスカー・シュチャウニツァ:Banská Štiavnica [ˈbanskaː ˈʂcɪɐʋɲitsa]  発音, ドイツ語：Schemnitz シェムニッツ, ハンガリー語：Selmecbánya シェルメツバーニャ）は、スロヴァキア、バンスカー・ビストリツァ県の古い鉱山都市である。2002年時点の人口は10600人である。1993年にユネスコの世界遺産に登録された。

## 歴史
中世からハンガリー王国における金、銀の鉱山の町として、14世紀の地震の被害や、トルコとの戦いの前線の街であったことなどの歴史をもつが、鉱山の町として繁栄した。
1627年には火薬による採掘がはじめて行われ、1762年にはマリア・テレジアによってヨーロッパ初の鉱山学校がこの地に設立された。鉱業生産は18世紀の半ばに最盛期を迎え、1782年には4万人ほどの人口のハンガリー王国で3番目の都市となった。
19世紀の後半から鉱業生産は衰退を始めた。
第一次世界大戦後、チェコスロヴァキアがオーストリア・ハンガリー帝国から分離すると、鉱山学校もハンガリーのショプロンに移り、その歴史はハンガリーのミシュコルツ大学に引き継がれている。

## 登録基準
この世界遺産は世界遺産登録基準のうち、以下の条件を満たし、登録された（以下の基準は世界遺産センター公表の登録基準からの翻訳、引用である）。
- (4) 人類の歴史上重要な時代を例証する建築様式、建築物群、技術の集積または景観の優れた例。
- (5) ある文化（または複数の文化）を代表する伝統的集落、あるいは陸上ないし海上利用の際立った例。もしくは特に不可逆的な変化の中で存続が危ぶまれている人と環境の関わりあいの際立った例。

## 姉妹都市
- ヒュネンベルク（英語版）、スイス
- モラフスカー・トシェボヴァー（英語版）、チェコ
- オルシュティネク（英語版）、ポーランド
- プトゥイ、スロベニア
- ショプロン、ハンガリー